# Пахарь (Башкортостан)
Па́харь (баш. Пахарь) — деревня в Белебеевском районе Башкортостана. Административный центр Донского сельсовета.

## Этимология
Название происходит от наименования колхоза «Пахарь».

## Географическое положение
Расстояние до:
- районного центра (Белебей): 22 км,
- ближайшей ж/д станции (Аксаково): 10 км.

## Население
| 2002 | 2009 | 2010 |
| ---- | ---- | ---- |
| 377  | ↗494 | ↘414 |

### Национальный состав
Согласно переписи 2002 года, преобладающие национальности — татары (56 %), русские (29 %).

## Известные уроженцы
- Даутов, Нур Асгатович (род. 1956) — советский и российский композитор, пианист. Заслуженный деятель искусств Российской Федерации.

## Галерея

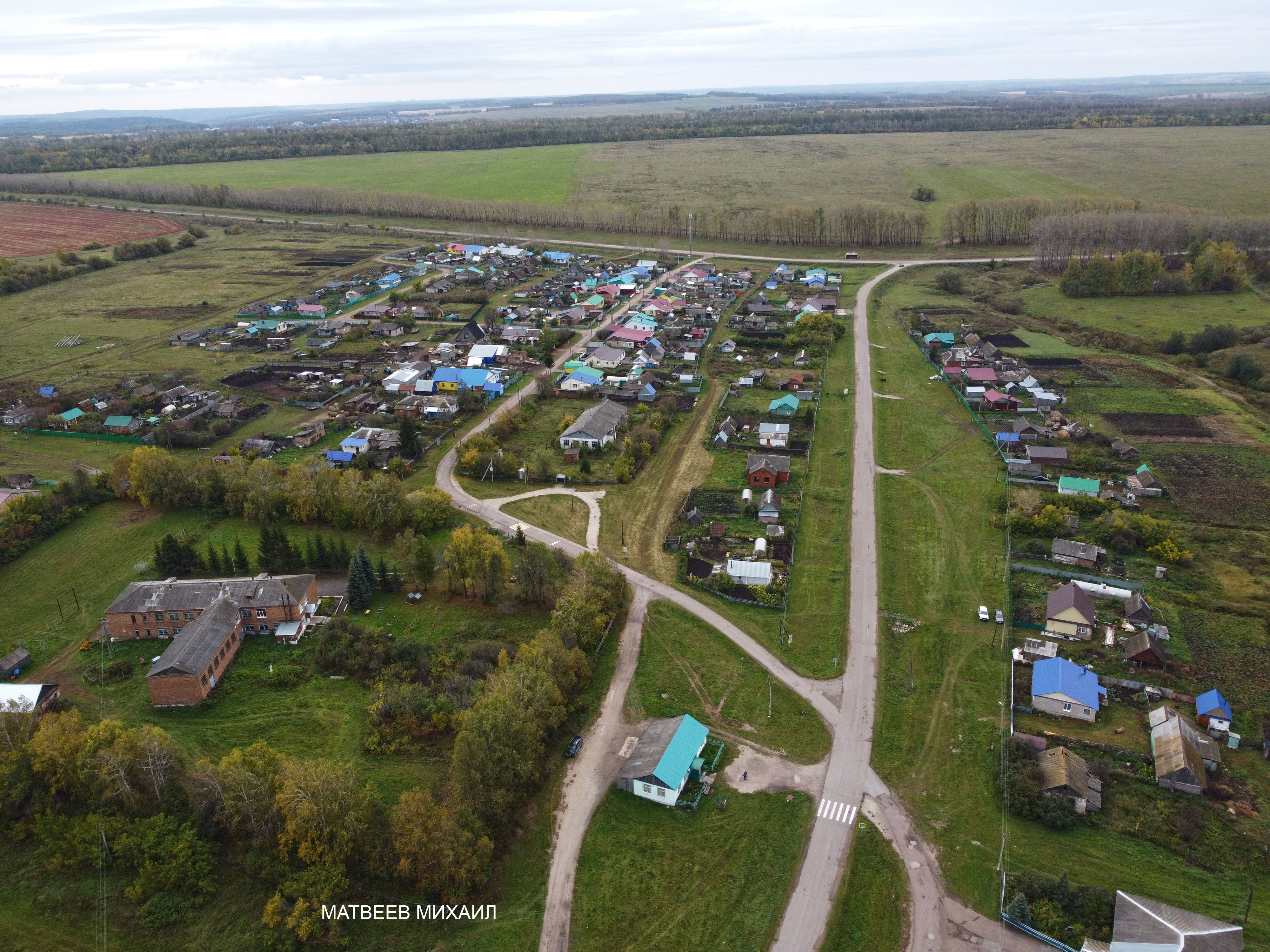
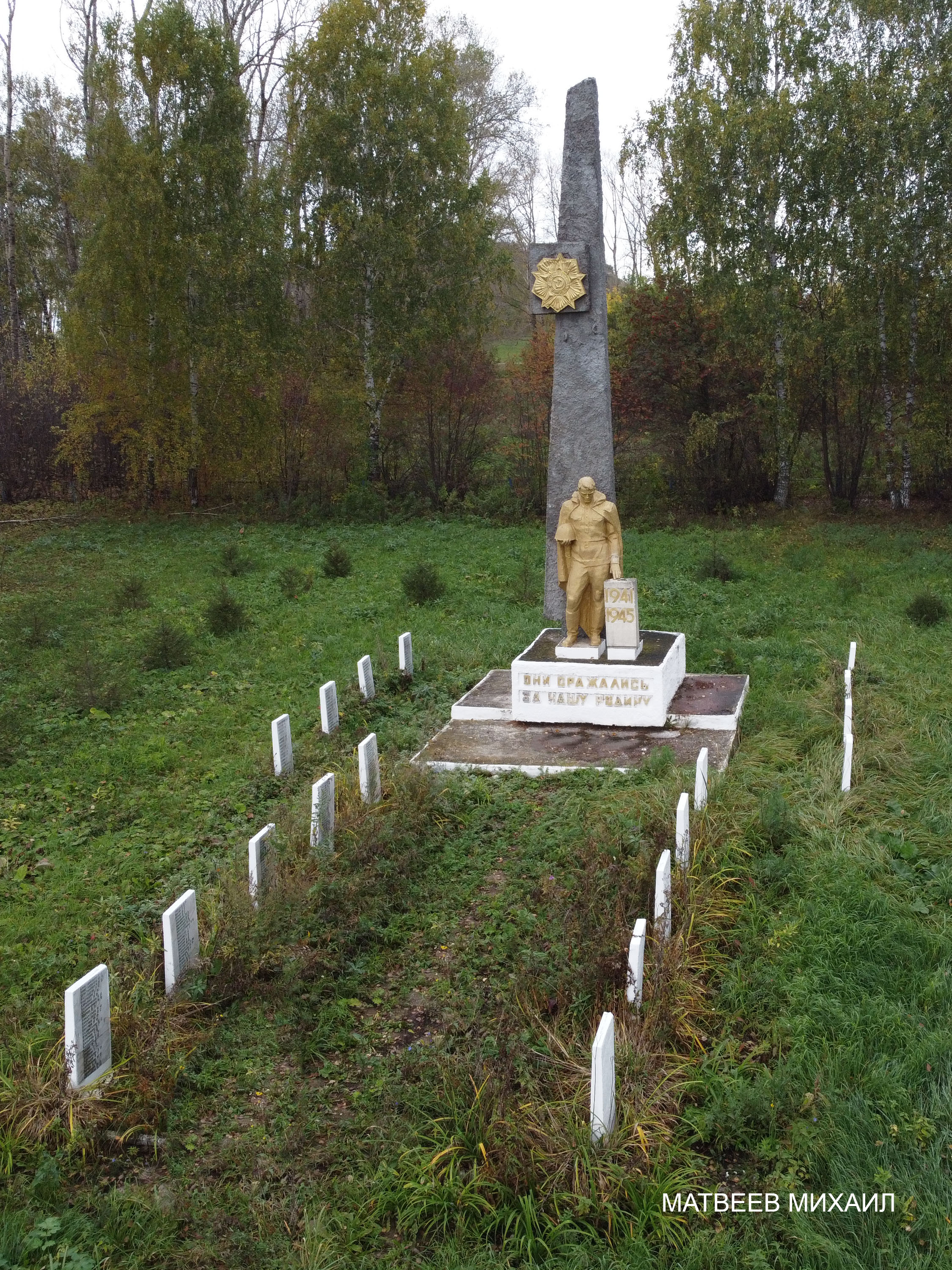
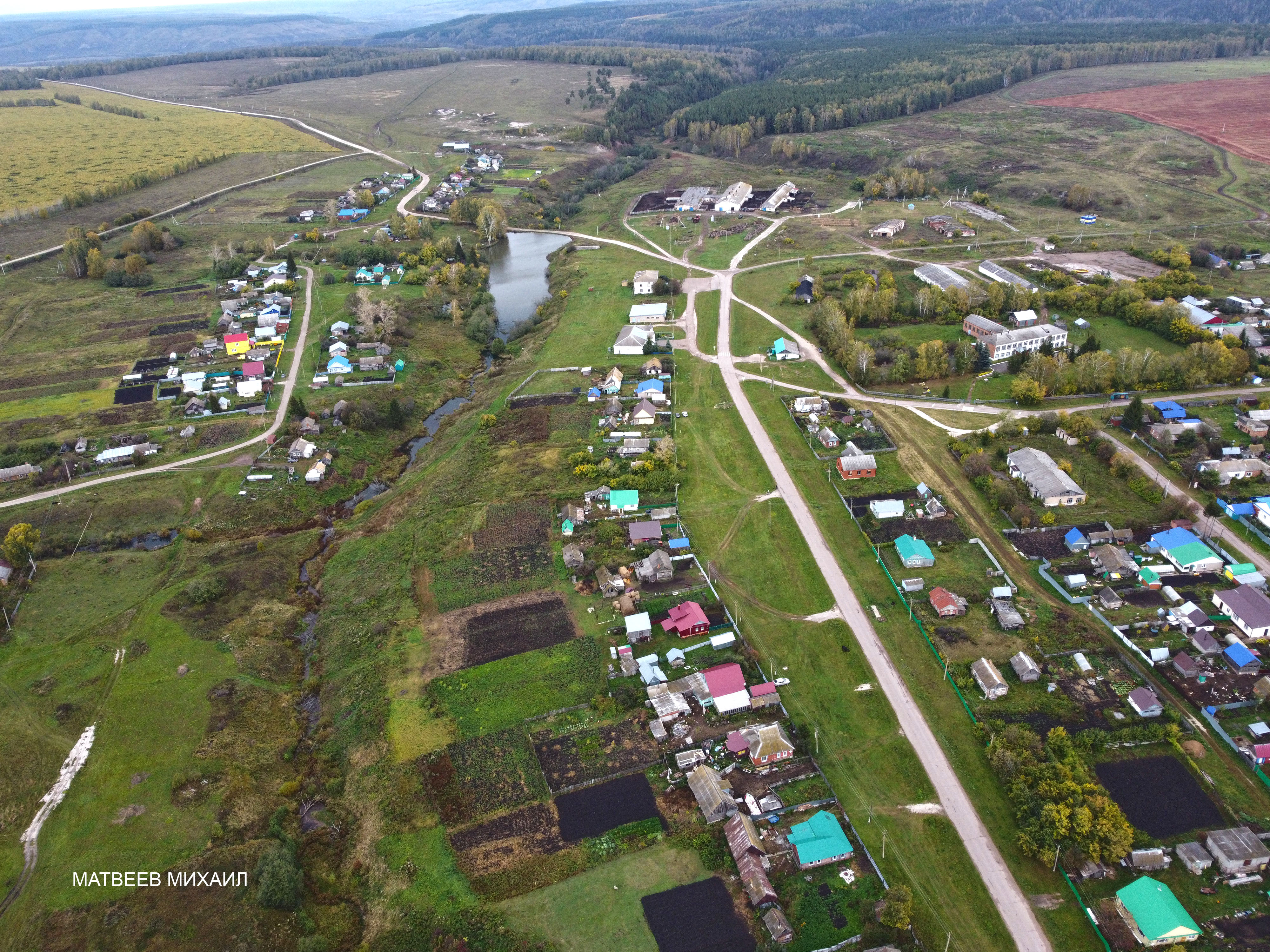